# Plainview (Texas)
Pour les articles homonymes, voir Plainview.
La ville américaine de Plainview est le siège du comté de Hale, dans l’État du Texas. Elle comptait 22 194 habitants lors du recensement de 2010.

## Source
- (en) Cet article est partiellement ou en totalité issu de l’article de Wikipédia en anglais intitulé « Plainview, Texas » (voir la liste des auteurs).